# Stephen Rotluanga
Stephen Rotluanga CSC (Aizawl, 8 de junho de 1952) é bispo de Aizawl.
Stephen Rotluanga entrou na Congregação da Santa Cruz e foi ordenado sacerdote em 13 de dezembro de 1981. 
O Papa João Paulo II o nomeou Bispo de Aizawl em 2 de outubro de 2001. O funcionário da Congregação para a Evangelização dos Povos, Charles Asa Schleck CSC, o consagrou em 2 de fevereiro do ano seguinte; Os co-consagradores foram Domingos Jala SDB, Arcebispo de Shillong, e Lumen Monteiro CSC, Bispo de Agartala.